# Jednoprocentowcy
Jednoprocentowcy lub 1-procentowcy (ang. onepercenters) – określenie używane do zdefiniowania gangów motocyklowych, mające podkreślić ich niezależność i bezkompromisowość wobec przestrzegania narzucanych im zasad, ściślej obecność ponad prawem (1%, czyli niewielka część w stosunku do pozostałej części, a członkowie gangów motocyklowych uważają się za elitarną grupę).
Władze (głównie w Stanach Zjednoczonych, gdzie są oni najbardziej powszechni) określają jednoprocentowców jako ludzi wyjętych spod prawa. Wyrażają oni swoją przynależność do tej grupy za pomocą naszywek na ubrania bądź naklejek na motocyklach z napisem 1%. Do braterstwa jednoprocentowców należą takie kluby motocyklowe jak Hells Angels, Bandidos, Outlaws, Gremium i Warlocks.

## Etymologia nazwy
Nazwa bezpośrednio nawiązuje do oświadczenia, jakie wydało Amerykańskie Stowarzyszenie Motocyklowe po zamieszkach w Hollister w 1947 roku, które wywołali właśnie członkowie niezrzeszonych klubów. Władze AMA stwierdziły w nim, że 99% motocyklistów to obywatele praworządni, implikując że pozostały 1% to przestępcy. Od tamtej pory członkowie motocyklowych gangów zaczęli z dumą nosić na swoich skórzanych kurtkach naszywki z symbolem „1%”.